# Iodixanol
Iodixanol is de INN-benaming van een niet-ionische, wateroplosbare joodhoudende verbinding die gebruikt wordt als contrastmiddel bij röntgenonderzoek. Het wordt verkocht onder de merknaam Visipaque van GE Healthcare en werd oorspronkelijk gemaakt door Nycomed.
Iodixanol wordt vooral gebruikt bij coronaire angiografie. Een waterige oplossing van de stof wordt in een bloedvat geïnjecteerd. De stof zorgt dat de kransslagaders op röntgenfoto's zichtbaar zijn.
Iodixanol wordt niet omgezet in het lichaam, bindt niet aan proteïnen en wordt ongewijzigd in de urine uitgescheiden (een klein deel in de feces).